# Mexico International 1977
Die Mexican Open 1977 im Badminton fanden vom 24. bis zum 27. November 1977 in Mexiko-Stadt statt.

## Finalergebnisse
| Disziplin    | Sieger                             | Finalist                         | Ergebnis          |
| ------------ | ---------------------------------- | -------------------------------- | ----------------- |
| Herreneinzel | Roy Díaz González                  | Ricardo Jaramillo                | 15-5, 15-5        |
| Dameneinzel  | Sharon Crawford                    | Claire Backhouse                 | 11-5, 10-12, 11-5 |
| Herrendoppel | Ricardo Jaramillo Victor Jaramillo | Jorge Palazuelos Charles Coakley | 15-11, 15-9       |
| Damendoppel  | Claire Backhouse Sharon Crawford   | Madalene Steinbroner Traci White | 8-15, 17-15, 15-9 |
| Mixed        | John Britton Traci White           | Ray Park Nancy Narcowitch        | 15-4, 15-8        |